# Carl Troll

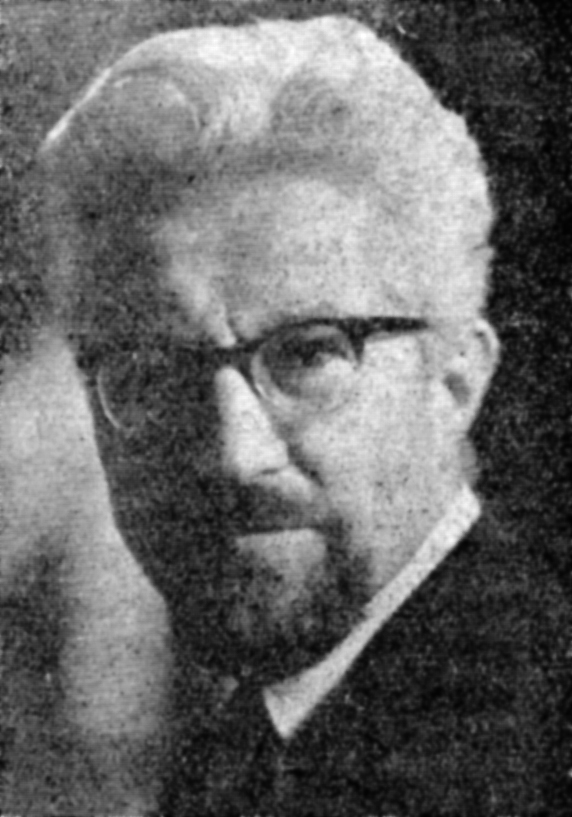
Carl Troll

Carl Troll (24 de dezembro de 1899 em Gabersee - 21 de julho de 1975 em Bonn), foi um geógrafo alemão, irmão do botânico Wilhelm Troll. 

## Vida
De 1919 até 1922 Troll estudou biologia, química, geologia, geografia e física na Universität em München. Em 1921 obteve seu doutorado em botânica e em 1925 sua habilitação em geografia. Entre 1922 e 1927 trabalhou como assistente no Instituto de Geografia de Munique. Troll estava envolvido em pesquisas na ecologia e geografia de terras montanhosas: entre 1926 e 1929 fez uma jornada de pesquisa pelos países andinos sul-americanos, onde visitou o norte do Chile, Bolívia, Peru, Equador, Colômbia e Panamá. Em 1933 e 1934, seus interesses de pesquisa o levaram para a África Oriental e do Sul; em 1937 Troll estava na Etiópia ; e em 1954 visitou o México.
Em 1930 tornou-se professor de geografia colonial e ultramarina em Berlim, e em 1938 professor de geografia em Bonn. Troll, que utilizou fotografias aéreas em sua pesquisa, cunhou o termo Ecologia de paisagem em 1939. Ele desenvolveu essa terminologia e muitos conceitos iniciais de ecologia de paisagem e de ecologia e geografia de alta montanha como parte de seu trabalho inicial aplicando a interpretação de fotografias aéreas para estudos de interações entre meio ambiente e vegetação e de suas viagens de pesquisa nas regiões montanhosas da Ásia, África e América do Sul, bem como sua Europa natal. Ele desenvolveu cartas climáticas sazonais e classificação climática tridimensionala partir de dados hidrológicos, biológicos e econômicos.
Carl Troll foi presidente da União Geográfica Internacional de 1960 a 1964.

## Pesquisa andina
Comparado a outros cientistas da primeira metade do século 20, o trabalho andino de Troll se destaca por ser livre do pensamento desenvolvimentista e não há "nenhuma evidência de triunfalismo da ciência ocidental em seu trabalho andino". O zoneamento vertical é a parte mais aclamada do trabalho de Troll nos Andes, baseado no trabalho de Alexander von Humboldt.

### O Império Inca e o meio ambiente
Carl Troll argumentou que o desenvolvimento do estado inca nos Andes centrais foi auxiliado por condições que permitem a elaboração do alimento básico chuño. Chuño, que pode ser armazenado por longos períodos, é feito de batata seca em temperaturas congelantes que são comuns à noite nas terras altas do sul do Peru. Contrariando a ligação entre o estado inca e o chuño é que outras culturas, como o milho, também podem ser secas apenas com sol. Troll também argumentou que as lhamas, o animal de carga do Inca, podem ser encontradas em maior número nesta mesma região. Vale a pena considerar que a extensão máxima do Império Inca coincidiu aproximadamente com a maior distribuição de alpacas e lhamas na América pré-hispânica. A ligação entre os biomas andinos de puna e páramo, a pastorícia e o estado inca é uma questão de pesquisa. Como terceiro ponto, Troll apontou a tecnologia de irrigação como vantajosa para a construção do estado inca. Enquanto Troll teorizou as influências ambientais no Império Inca, ele se opôs ao determinismo ambiental argumentando que a cultura estava no centro da civilização Inca.